# Wij zijn ons brein
Wij zijn ons brein. Van Baarmoeder tot Alzheimer is een populair-wetenschappelijk boek van hersenonderzoeker Dick Swaab uit 2010.

## Beschrijving
Dick Swaab reist in het boek rond in de menselijke hersenen. De auteur bezoekt de diverse hersendelen en legt uit wat op het moment van schrijven het precieze effect is op de menselijke lichaamsfuncties en gedachtewereld als ze afwijken van de standaard.
In het nature-nurture-debat legt de auteur veel nadruk op de gebeurtenissen tijdens de embryonale ontwikkeling. Auteur Aldous Huxley schreef daar in 1932 al een klassieker over: Brave New World. Bij de conceptie ontvangt de boreling zijn genetisch materiaal, maar tijdens het verblijf in de baarmoeder en ook nog eens bij de bevalling worden de hersenen voortdurend blootgesteld aan invloeden van buitenaf. Stoffen zoals alcohol, nicotine, medicijnen en drugs beïnvloeden het ontwikkelend brein van de nieuwe mens. De auteur onderbouwt tevens zijn theorie dat een moeilijke bevalling meestal op het conto van de boreling moet worden geschreven.
Dus niet alleen de genen maar ook het milieu in de baarmoeder beïnvloeden de ontwikkeling van onze hersenen. Als dat vastgesteld is, reist de auteur de hersenen langs om overal aan te geven waar het mis kan gaan en hoe dat zich uit. Veel ziekten en ziektebeelden komen langs, zoals bijvoorbeeld diabetes insipidus en depressie, maar ook de seksuele geaardheid en anorexia worden gelokaliseerd en vanuit de aangetroffen situatie in de hersenen verklaard.
Het verhaal van het leven is het verhaal van de hersenen. Dat begint in de baarmoeder, wanneer de hersenen gevormd worden, maar ook na de geboorte blijven lichaamsvreemde stoffen een potentieel gevaar voor ons brein. Dick Swaab volgt de mens vanaf de conceptie tot en met de dood. Na een leven lang onderzoek naar de werking van het menselijk brein is Swaab een autoriteit. Hoe zit dat nou precies met de hersenen van pubers, wat gebeurt er als je verliefd bent, valt homoseksualiteit te verklaren, en wat gebeurt er wanneer de ziekte van Alzheimer toeslaat? De zin en onzin van therapie, antidepressiva en alternatieve geneeswijzen, agressie, moreel gedrag en geloof en meditatie komen aan de orde. Ook schrijft Swaab over wat er mis kan gaan: hersenbeschadiging, ziektes, psychische problemen, coma en de bijna-dood-ervaringen. De "vrije wil" wordt dan ook met de nodige beperkingen beschreven. Hierbij moet worden aangetekend dat de hersenen ten tijde van het boek niet volledig in kaart zijn gebracht.
Swaab publiceerde in 2016 een vervolg op dit boek getiteld Ons creatieve brein.

## Kritiek
Uit de psychologische en filosofische hoek zijn op het boek van Dick Swaab kritische kanttekeningen gemaakt. Zo zijn er psychologen die van mening zijn dat de uitspraak 'Wij zijn ons brein' een filosofische uitspraak is en dus niet wetenschappelijk meetbaar. En omdat Dick Swaab niet gespecialiseerd is in filosofie zou hij daar geen bindende uitspraken over kunnen doen.
De filosofie heeft kritiek op dit boek omdat de ervaring van de mens wordt teruggebracht tot de beschreven sensaties terwijl een ervaring, volgens de filosofie, meer is dan een lichamelijke/motorische sensatie.
De opkomende wetenschap van de epigenetica geeft de mogelijkheid om DNA aan of uit te zetten. Zo zal ook het leefmilieu invloed uitoefenen op de werking van gegeven DNA-patronen in ons brein.

## Motto
- "Wij hebben geen brein maar Wij zijn ons brein."
- "Cogito ergo sum", van René Descartes.